# Parti démocratique (Pologne)
Pour les articles homonymes, voir Parti démocrate.
Ne doit pas être confondu avec Parti démocrate - demokraci.pl.
Le Parti démocratique (en polonais: Stronnictwo Demokratyczne) est un parti politique social-libéral polonais.

## Histoire
Le parti est fondé le 15 avril 1939. Le congrès fondateur de 1939 a été précédé de réunions sous le nom de « Club démocratique » à partir de 1937.
Durant la Seconde Guerre mondiale, le parti se divise en deux branches : l'une rejoint le Gouvernement polonais en exil, l'autre le Comité polonais de libération nationale. 
La première cesse d'exister en 1945 alors que la seconde est intégrée en 1948 au Front d'unité nationale (FJN) soumis au Parti ouvrier unifié polonais (PZPR), le parti communiste au pouvoir en République populaire de Pologne. Le SD ne se réclame pourtant pas du marxisme et son rôle se limite à défendre le droit des entreprises privées du commerce et de l'artisanat à se maintenir et à se développer à côté du secteur nationalisé.
Il rallie le 24 août 1989 la coalition du nouveau président du Conseil des ministres Tadeusz Mazowiecki, un des proches conseillers de Lech Wałęsa. Lors des élections de la même année, il remporte 27 sièges de députés.
Actuellement dirigé par Paweł Piskorski (ancien président (maire) de la ville de Varsovie, député à la Diète, puis député européen au titre de l'Union pour la liberté) et Bogdan Lis, ce parti était devenu marginal sur la scène politique, avant de voir trois députés du Parti démocrate - demokraci.pl, ex-alliés des partis de gauche dans l'alliance LiD, le rejoindre après la dissolution de cette coalition en 2008 : Marian Filar (Toruń), Bogdan Lis (Gdańsk), Jan Widacki (Cracovie).
À l'élection présidentielle de 2010, il a soutenu Andrzej Olechowski avant de se rallier au 2e tour à la candidature de Bronisław Komorowski, sans pour autant rejoindre la majorité qui soutient le gouvernement de Donald Tusk.
Aux élections de 2015, il soutient le président sortant, Bronisław Komorowski, qui est battu par le candidat de droite Andrzej Duda, et présente quelques candidats aux élections parlementaires sur les listes de la Gauche unie ou Obywatele do Parlamentu (pl) (Citoyens au Parlement), mais n'a aucun élu.